# Галій Віталій Васильович
Віта́лій Васи́льович Галі́й (18 січня 1963, Кривуха, Дубенський район, Рівненська область — 1983, Афганістан) — військовослужбовець.

## Життєпис
Народився 18 січня 1963 року у селі Кривуха Дубенського району Рівненської області. Навчався в Козинській автошколі ДТСААФ Рівненської області. 23 березня 1982 року Дубенським ОМВК призваний до лав Радянської армії і з червня того ж року перебував в Афганістані.
Під час боїв 18 травня 1983 року взвод, до складу якого він входив, попав в оточення. Загинув під час виходу з оточення.
Похований в місті Дубно Рівненської області.
За мужність і відвагу нагороджений орденом Червоної Зірки (посмертно).
У рідному селі Кривуха головну вулицю названо на його честь.